# Ruta de Illinois 15
La Ruta de Illinois 15, y abreviada IL 15 (en inglés: Illinois Route 15) es una carretera estatal estadounidense ubicada en el estado de Illinois. La carretera inicia en el oeste desde la I 55  , I 64 , I 70 y US 40 en East St. Louis hacia el este en la SR 64  en Mount Carmel. La carretera tiene una longitud de 240,8 km (149.64 mi).

## Mantenimiento
Al igual que las autopistas interestatales, y las rutas federales y el resto de carreteras estatales, la Ruta de Illinois 15 es administrada y mantenida por el Departamento de Transporte de Illinois por sus siglas en inglés IDOT.